# Mošćenice
Mošćenice – srednjovjekovni utvrđeni istarski gradić udaljen 14 km od poznatog ljetovališta Opatije, povrh malog ribarskog mjesta Mošćenička Draga (udaljeno 2,5 km) u istoimenoj općini. Nalazi se na brijegu visokom 173 m na istočnim padinama planine Učke s prekrasnim pogledom na Kvarner te otoke Krk i Cres. Ulaz u grad je dostupan samo s jedne strane i to na mjestu gdje se nalaze gradska vrata dok je s ostalih strana gradić okružen padinom koja se strovaljuje sve do mora. Stubištem su spojene s prostranom plažom na Sv. Ivanu u Mošćeničkoj Dragi. U gradu se nalaze brojni kulturno urbanistički spomenici uključujući župnu crkvu Sv. Andrije, crkvu Sv. Bartola iz 1628. i crkvu Sv. Sebastjana iz 1501. s karakterističnim trijemovima zvanim "lopica", kuće Negovetić, Rubinić, i Dešković, Kaštel, gradska vrata te toš-mlin i tijesak za masline. Mošćenice su omiljeno izletište brojnih grupa turista ali i polazište ljubitelja pješačenja i planinarenja na putu prema starim, napuštenim selima, planine Učke do kuda vodi pješačka staza. Grad koji je mijenjao vladare (ilirsko pleme Liburni, Slaveni, glagoljaši, grofovija Walsee, Devinska grofovija, Habsburzi, Isusovci, u modernim vremenima Austro-Ugarska, Italija, Jugoslavija, pa Hrvatska) nudi nam bogat pogled u prošlost, a svojim kamenim zidinama i uskim kalama privlači u svoju unutrašnjost u kojoj još i sada, reklo bi se poetski, žive duhovi srednjovjekovnih priča.

## Povijest
Mošćenice – istarski grad s prošlošću koja seže u prapovijesno vrijeme na što upućuju mnoga arheološka nalazišta, na ovom području sjeveroistočne Istre u prapovijesno doba živjeli su Liburni, jedno od ilirskih plemena. Po tom se plemenu ovaj dio Istre još i dan-danas zna nazivat Liburnijom, Liburni su bili stočari i vješti pomprci koji su sa svojim karakterističnim brzim brodicama na vesla zadavali problema i Rimljanima, poznatim pomorcima i ratnicima. Zato je rimska vojska uvrstila u svoju ratnu flotu njihove brodice – liburne.
Početkom naše ere Rimljani osvajaju cijelu Istru, te podvrgavaju svojoj vlasti i Liburne. Oni osnivaju nove gradove, ali svoju upravu smještaju u postojeća liburnijska naselja. U VII. st. Liburniju naseljavaju Hrvati. Sto godina kasnije franačka država zaposjeda Istru, dok Liburnija postaje dijelom hrvatske države, koja dostiže vrhunac svoje moći za vrijeme kralja Tomislava (oko 910. – 928.) i Petra IV. Krešimira (1058. – 1074.), a protezala se uz morsku obalu od rijeke Cetine u Dalmaciji sve do rijeke Raše u Istri.
Nakon propasti hrvatske države, na poč. XII. stoljeća, Liburnija, a time i Mošćenice, postaje dio njemačkog carstva. Od tada su Mošćenice dugotrajno, sve do 1945. godine, ostale pod tuđinskom vlašću.
Mošćenice se prvi put spominju, kao samostalna komuna u posjedu Kastavske gospoštije, već 1374. godine, u oporuci pisanoj na njemačkom jeziku grofa Ugona iz Duina (Devin), ali i u glagoljskom pisanom dokumentu iz 1395. godine, kojim su se određivale granice između Mošćenica i Košljaka. Vlasnici Mošćenica su bili poljski biskupi, grofovi iz Duina te grofovi Walsee. U drugoj polovici XV. st. grofovi Walsee ustupaju svoj posjed u Liburniji caru Fridrihu III Habsburškom. Na jedinim gradskim vratima uklesan je habsburški grb iz 1634. godine. Na vrhu brijega, kamo vode sve krivudave uličice, dominira trobrodna barokna crkva Sv. Andrije koja je današnji izgled dobila u XVIII. st., a nalazi se na glavnom trgu. Na glavnom oltaru je pet kamenih kipova I. Contierija (početak XVIII. st.) a u crkvi su bogato rezbarene korske klupe. U crkvenom lapidariju čuva se pučka kamena plastika iz XVII. st.
U periodu od 1637. do 1733. godine, neposredni su posjednici Mošćenica bili Isusovci iz Rijeke.Tada su Mošćenice 1637. godine dobile gradski statut. Javne isprave, urbari, notarski zapisi, statuti od XIV. do XVII. stoljeća pisani su hrvatskim jezikom – glagoljicom, koja je na istarsko-kvarnerskom području doživjela najveću primjenu i procvat. 
Povijesna 1848. godina je bila prelomna u konačnom razrešavanju feudalnih odnosa na širem prostoru Europe, kada i u Mošćenicama počinje period moderne uprave, iako je područje Liburnije sve do kraja prvog svjetskog rata, izuzevši razdoblje Napoleonovih Ilirskih provincija na početku XVIII. stoljeća, dio Austrije, odnosno od 1867. dio Austro-Ugarske.
Mošćenice su 1896. godine postale sjedište samostalne općine, ali su i one doživjele sudbinu ostalih srednjovjekovnih gradova – njihovo se stanovništvo počinje spuštati na more i stvarati jezgru novog naselja, Mošćeničku Dragu koja je ponovno postala općinom nakon osamostaljenja Republike Hrvatske od Jugoslavije nakon što je podijeljena bivša općina Opatija.

## Stanovništvo
| broj stanovnika | 279   | 224   | 403   | 386   | 399   | 452   | 236   | 203   | 310   | 313   | 330   | 304   | 303   | 325   | 310   | 301   | 279   |
|                 | 1857. | 1869. | 1880. | 1890. | 1900. | 1910. | 1921. | 1931. | 1948. | 1953. | 1961. | 1971. | 1981. | 1991. | 2001. | 2011. | 2021. |

## Znamenitosti
- Crkva sv. Andrije: u župnoj crkvi sv. Andrije u Mošćenicama nalazimo sliku sv. Andrija i sv. Cezarej
- Etnografski muzej